# هربرت هوبر
هربرت هوبر (بالألمانية: Herbert Huber)‏ هو عالم نبات ألماني، ولد في 1931 في ألمانيا، وتوفي بنفس المكان في 2005.